# Carebara urichi
Carebara urichi é uma espécie de inseto do gênero Carebara, pertencente à família Formicidae.